# Lobulia
Genre
Lobulia est un genre de sauriens de la famille des Scincidae.

## Répartition
Les espèces de ce genre sont endémiques de Nouvelle-Guinée.

## Liste des espèces
Selon The Reptile Database (18 octobre 2012) :
- Lobulia alpina Greer, Allison & Cogger, 2005
- Lobulia brongersmai (Zweifel, 1972)
- Lobulia elegans (Boulenger, 1897)
- Lobulia glacialis Greer, Allison & Cogger, 2005
- Lobulia stellaris Greer, Allison & Cogger, 2005
- Lobulia subalpina Greer, Allison & Cogger, 2005

## Publication originale
- Greer, 1974 : The generic relationships of the scinicid lizards genus Leiolopisma and its relatives. Australian Journal of Zoology Supplementary Series, no 31, p. 1-67.